# Snowpiercer (film)
Snowpiercer is een Zuid-Koreaanse sciencefictionfilm uit 2013 gebaseerd op de Franse striproman De ijstrein (Le Transperceneige) van  Jacques Lob, Benjamin Legrand en Jean-Marc Rochette. De film werd geregisseerd door Bong Joon-ho, en het scenario is van Bong en Kelly Masterson. 
In 2020 verscheen een vervolg op de film in de vorm van een televisieserie (ook getiteld Snowpiercer) op TNT en Netflix.

## Verhaal
In een toekomst waarin een experiment om de opwarming van de Aarde te stoppen is mislukt, is er een ijstijd ontstaan waardoor bijna alle leven op Aarde verdwenen is. De enige overlevenden zitten in de 'Snowpiercer', een lange trein die continu rond de planeet reist. In de trein bestaat een klassensysteem, waarbij de elite vooraan woont en de armen achteraan. Door de slechte levensomstandigheden ontstaat er achteraan een revolte, waarbij een groep probeert wagon voor wagon het voorste deel van de trein te veroveren.

## Cast
- Chris Evans als Curtis Everett
- Song Kang-ho als Namgoong Minsu
- Go Ah-sung als Yona
- Jamie Bell als Edgar
- John Hurt als Gilliam
- Tilda Swinton als Mason
- Octavia Spencer als Tanya
- Ed Harris as Wilford
- Ewen Bremner als Andrew
- Luke Pasqualino als Grey
- Alison Pill als Lerares
- Vlad Ivanov als Franco the Elder
- Clark Middleton als Schilder
- Tómas Lemarquis als Egg-head
- Igor Jurić als donkere stem
- Griffin Seymour als jongen